# Burgstall Altes Schloss (Thannhausen)
Der Burgstall Altes Schloss ist der Rest einer unbekannten abgegangenen mittelalterlichen Höhenburg auf 477,6 m ü. NHN, die sich einst auf einem Ausläufer des Weißenberges erhob. Der Burgstall befindet sich 1300 Meter nördlich des Dorfes Thannhausen in der Gemeinde Pfofeld im Landkreis Weißenburg-Gunzenhausen in Bayern, Deutschland.
Über diese kleine Burganlage ist bis heute nichts Näheres bekannt, weder wer sie einst errichten ließ noch wer auf ihr saß oder warum sie zerstört wurde. Heute ist von dem als Bodendenkmal geschützten Objekt nur noch ein rechteckiger Graben erhalten.

## Geschichte
Über diese kleine Burganlage sind bis heute keine urkundlichen Erwähnungen bekannt, möglicherweise war sie der Sitz des Reichsministerialengeschlechtes der von Thannhausen. Ihr soll auch der Minnesänger Tanhûser entstammen, dieser „Siboto de Tanhusen“ lebte zwischen 1205 und 1267. Er nahm vermutlich auch am Kreuzzug Friedrichs II. teil.

## Beschreibung
Der einteilige Burgstall befindet sich auf einem nach Westen gerichteten Ausläufer des Weissenberges, der als schmaler Bergkamm bzw. Bergsporn ausgebildet ist. Die heute bewaldete Anlage besteht aus einem längsrechteckigen Burghügel, der durch einen ringsum verlaufenden Graben abgesichert wurde. Seine Maße betragen etwa 60 mal 30 Meter. Die Breite des Grabens beträgt zwischen zehn und 15 Meter, die Tiefe liegt an der Ostseite bei 2,50 Meter, sonst etwa bei 1,50 Meter. Die östliche Schmalseite des Grabens erstreckt sich als Halsgraben leicht gebogen vom nördlichen Berghang bis zum südlichen Hang. An keiner Stelle des Grabens ist ein Außenwall sichtbar. An seinen vier Ecken und etwa in der Mitte der nördlichen Längsseite zieht sich vom Graben aus je ein weiter Graben den nördlichen bzw. den südlichen Berghang hinab, an dessen Enden sich große Schutthügel befinden. Die Seitengräben dienten wohl zum Ablauf des Wassers, die Hügel stammen vom Aushubmaterial des Grabens und waren nicht, wie früher fälschlicherweise vermutet wurde, Grabhügel. Ein echter Grabhügel befindet sich etwa 150 Meter westlich des Burgstalls.
Über die Oberfläche des Burghügels erstreckt sich heute ein von West nach Ost führender Waldweg, er quert die beiden Schmalseiten des Grabens über zwei aufgeschüttete Erddämme. Der Hügel steigt an seiner Ostseite etwa 3,50 Meter aus dem Graben an, die restlichen Seiten erheben sich bis zu fünf Meter hoch aus dem Graben. Das Hügelplateau ist heute stark durchwühlt, an einem halbrunden Wallstück etwa in der Mitte befindet sich ein Rastplatz.